# Habenaria lisowskii
Habenaria lisowskii är en orkidéart som beskrevs av Dariusz Lucjan Szlachetko. Habenaria lisowskii ingår i släktet Habenaria och familjen orkidéer.
Artens utbredningsområde är Kongo. Inga underarter finns listade i Catalogue of Life.